# Ronald D. Moore
Ronald Dowl Moore (* 5. července 1964 Chowchilla, Kalifornie) je americký scenárista a televizní producent.
Vystudoval politologii na Cornell University, poté začal rozvíjet svoji kariéru spisovatele. Díky své tehdejší přítelkyni, která pracovala na kulisách k seriálu Star Trek: Nová generace, se dostal v roce 1988 do studia na jejich prohlídku během natáčení epizody „Čtverec času“. Jakožto fanoušek původního seriálu Star Trek předal jednomu z Roddenberryho asistentů svůj scénář. O sedm měsíců později si jej přečetl výkonný producent Michael Piller a zakoupil jej; byl natočen jako jedna z epizod třetí sezóny s názvem „Svazek“ (1989). Mooreovi byla nabídnuta možnost napsat druhý scénář, což vedlo k jeho pozdějšímu zařazení do štábu jako editora scénářů. O dva roky později se stal koproducentem seriálu, v poslední sedmé sezóně byl již producentem. Během této doby sám napsal nebo se podílel na tvorbě celkem 27 scénářů pro Novou generaci, během nichž si vybudoval pověst experta na Klingony, o kterých často psal. Často spolupracoval s Brannonem Bragou, včetně závěrečného dvojdílu „Všechno dobré...“ (1994), který získal cenu Hugo. S Bragou také napsali scénáře pro dva celovečerní filmy navazující na Novou generaci: Star Trek: Generace (1994) a Star Trek: První kontakt (1996).
Po ukončení produkce Nové generace přešel v roce 1994 do štábu seriálu Star Trek: Stanice Deep Space Nine. Od třetí sezóny zde působil jako dohlížející producent, v posledních dvou řadách, šesté a sedmé, byl výkonným koproducentem. Během této doby napsal s Bragou také draft pro film Mission: Impossible II, který byl přepsán Robertem Townem. V rámci Deep Space Nine, kde mimo jiné i pokračoval v psaní epizod o Klingonech, se podílel na 30 scénářích.
V roce 1999, kdy skončila Deep Space Nine, se stal členem štábu seriálu Star Trek: Vesmírná loď Voyager, kde Brannon Braga působil jako výkonný producent. Moore se podílel na dvou epizodách šesté sezóny, ale po několik týdnech od svého příchodu Voyager kvůli neshodám s Bragou opustil.
V letech 2000–2002 působil jako výkonný koproducent a scenárista v seriálu Roswell, v letech 2004–2009 spolupracoval na seriálu Battlestar Galactica. Jeho epizoda „33“ (2005) získala cenu Hugo. Podílel se na tvorbě pilotního dvojdílu k připravovanému seriálu Virtuality (2009). Samotný pilot byl odvysílán jako film, k produkci navazujícího seriálu již nedošlo. Společně se svými dalšími spolupracovníky z Battlestar Galactica se v cameo roli objevil v epizodě „Návštěvníci“ (2009) seriálu Kriminálka Las Vegas.